# Aphis tirucallis
Aphis tirucallis är en insektsart. Aphis tirucallis ingår i släktet Aphis och familjen långrörsbladlöss. Inga underarter finns listade i Catalogue of Life.